# Dienstauszeichnungsschnalle (Anhalt-Köthen)
Die Dienstauszeichnungsschnalle wurde gemeinsam mit dem Dienstauszeichnungskreuz für Offiziere am 29. Oktober 1847 von Herzog Heinrich von Anhalt-Köthen in drei Klassen gestiftet
- I. Klasse für 21 Dienstjahre
- II. Klasse für 15 Dienstjahre
- III. Klasse für 9 Dienstjahre

In anderen deutschen Bundesstaaten abgeleistete Dienste konnten angerechnet werden. Die Zeit für die Teilnahmen an Feldzügen wurden doppelt berechnet.
Alle drei Klassen bestehen aus einem mit hellgrün Ordensband bezogenen Messingblechstreifen, auf den eine schmale metallene Platte gelegt und rückseitig aufgelötet ist. Sie zeigt mittig das anhaltische Wappen mit der Fürstenkrone. Links davon die Initiale H. (Heinrich) – später L. (Leopold) – und rechts die römische Ziffer XXI., XV. und IX. entsprechend den jeweiligen Klassen.
Nach der Verschmelzung des Herzogtums Anhalt-Köthen mit dem Herzogtum Anhalt-Dessau zum Herzogtum Anhalt-Dessau-Köthen im Jahr 1853 wurde die Dienstauszeichnungsschnalle am 28. Februar 1855 aufgehoben.